# 变色树蜥
变色树蜥（学名：[Calotes versicolor] 错误：{{Lang}}：文本有斜体标记（帮助））为鬣蜥科树蜥属的爬行动物，俗名马鬃蛇、鸡冠蛇。其种加词“versicolor”意为“变色的”。

## 特征
变色树蜥体长10～12厘米，尾巴长约为头体的3倍。鳞片十分粗糙；背部有一例像鸡冠的脊突，所以又叫鸡冠蛇。
头较大，吻端钝圆，吻棱明显。眼硷发达。鼓膜裸露，无肩褶。体背鳞片具棱呈复瓦状排列；背中线上，由颈至尾基部有一列侧扁而直立的鬣鳞，颈部的较长，形如马鬃。四肢发达，前後肢有五指、趾，均具爪。
背面浅棕色，杂有深棕斑块；眼四周有辐射状黑纹。生殖季节雄性头部为红色。体色可随环境干湿、光线强弱而变。

## 分布
早期认为变色树蜥分布于印度、安达曼群岛、中南半岛、阿富汗、斯里兰卡以及中国大陆的云南、广东、海南、广西等地。但新的研究认为仅分布于印度南部，之前认为分布于中南半岛的变色树蜥种群代表了1个复合种, 可能包含多个独立的演化支系。
多栖息于热带和亚热带地区以及常见于林下、山坡草丛、坟地、河边、路旁、住宅附近的草丛或树干上。其生存的海拔范围为80至2000米。

## 保护
本种于2023年被收录入《有重要生态、科学、社会价值的陆生野生动物名录》。